# Iterazione di punto fisso
In analisi numerica, l'iterazione di punto fisso o iterazione funzionale è un metodo per trovare le radici di una funzione, ovvero per risolvere un'equazione nella forma {\displaystyle f(x)=0}.
Se {\displaystyle f,g:\mathbb {R} \to \mathbb {R} } sono due funzioni tali che {\displaystyle g(x)=x-f(x)}, allora si ha {\displaystyle f(\alpha )=0} se e solo se {\displaystyle g(\alpha )=\alpha }, cioè {\displaystyle \alpha } è radice di {\displaystyle f} se e solo se è punto fisso di {\displaystyle g}. Il metodo consiste nel risolvere l'equazione {\displaystyle g(x)=x} dove la generica espressione di {\displaystyle g} è:
{\displaystyle g(x)=x-f(x)+F(f(x))\qquad F(0)=0}
Si vede quindi che {\displaystyle g}, ovvero la funzione di iterazione, può essere scelta in vari modi. Ad esempio se {\displaystyle f(x)=x^{2}+x+1} si può scegliere:
{\displaystyle g(x)=-x^{2}-1\qquad g(x)=-1-{\frac {1}{x}}\dots }
La soluzione si approssima (scelto un punto {\displaystyle x_{0}} iniziale) con la successione:
{\displaystyle x_{n+1}=g(x_{n})}

## Proprietà
La convergenza del metodo è garantita sotto determinate ipotesi da alcuni risultati teorici.
In primo luogo, se esiste un intervallo {\displaystyle [a,b]} tale che:
- {\displaystyle g:[a,b]\rightarrow [a,b]}
- {\displaystyle g\in C^{1}([a,b])}
- {\displaystyle |g'(x)|<1\;\forall x\in [a,b]}

allora {\displaystyle g} ha un unico punto fisso in {\displaystyle [a,b]} (è una contrazione) e se {\displaystyle x_{0}\in [a,b]} la successione sopra definita converge ad esso linearmente.
Tuttavia non è sempre facile determinare un intervallo siffatto. Se però si conosce bene il comportamento di {\displaystyle g} nei pressi del punto fisso, si può sfruttare il teorema di Ostrowski. Se:
- {\displaystyle g\in C^{1}(I)}, dove {\displaystyle I} è un intorno del punto fisso {\displaystyle \alpha }
- {\displaystyle |g'(\alpha )|<1}

allora {\displaystyle \exists \delta >0} tale che se {\displaystyle |x_{0}-\alpha |<\delta } la successione converge ad {\displaystyle \alpha }. 
Si noti che se la seconda ipotesi non è verificata, o c'è divergenza o non si può dir nulla (nel caso dell'uguaglianza). La velocità di convergenza aumenta con l'ordine di derivabilità.

## Altri metodi
Il metodo delle corde e quello di Newton si possono vedere come casi particolari dell'iterazione di punto fisso, usando come funzioni di iterazione rispettivamente:
{\displaystyle g(x)=x-{\frac {b-a}{f(b)-f(a)}}f(x)}
{\displaystyle g(x)=x-{\frac {f(x)}{f'(x)}}}